# ヴィープリ湾上陸作戦
ヴィープリ湾上陸作戦 (フィンランド語: Viipurinlahden taistelu) は継続戦争の戦闘。
タリ＝イハンタラの戦いでフィンランド軍は強固な反抗を繰り返しており、この地区での突破に難を感じたソ連側はフィンランドを海からも攻撃する作戦を計画した。
ソビエト第59軍は1944年7月4日、フィンランド湾の島伝いにヴィープリに強襲上陸を行った。ソ連軍はフィンランド湾岸の警備軍に爆撃と砲撃の準備砲火を行い上陸を試みたものの、フィンランド第5軍団の配下にあったドイツ第122「幽霊」歩兵師団（以下、第122歩兵師団）よって陸からの砲撃に阻まれ失敗した。ソ連軍はなおも上陸を試み、湾岸の島を占領したものの、フィンランド本土への攻撃はいずれも成功しなかった。
7月9日、ソ連軍は再度戦力を整え上陸を敢行したが、やはりドイツ第122歩兵師団に発見され、ほとんどの部隊が上陸前に攻撃を受け撤退し、上陸に成功した部隊も海に追い落とされた。ソ連軍はこれ以降強襲上陸をあきらめ、7月10日にはこの戦闘は終わった。
これに先立つ6月20日にヴィープリで行われた戦闘ではフィンランド軍は時間を稼ぐことしかできずに放棄して撤退していた。しかし、タリ＝イハンタラの戦いの後で行われた戦いはそのほとんどがフィンランドが決定的な防衛的勝利を得ることになった。